# Quadricalcarifera perdicula
Quadricalcarifera perdicula är en fjärilsart som beskrevs av Felix Bryk 1950. Quadricalcarifera perdicula ingår i släktet Quadricalcarifera och familjen tandspinnare. Inga underarter finns listade.